# Kurt Rosenbaum
Kurt Rosenbaum (* 30. März 1896 in Lippstadt; † 21. Juli 1949 in Cochabamba, Bolivien [unsicher]) war ein deutscher Politiker (KPD).

## Leben und Wirken
Rosenbaum wurde 1896 als Sohn des jüdischen Bankiers Matthias Rosenbaum geboren. Nach dem Besuch der Volksschule absolvierte er eine kaufmännische Lehre. 1918 wurde Rosenbaum Mitglied der USPD. Nach dem Ersten Weltkrieg wechselte er in die Kommunistische Partei Deutschlands (KPD) über. In den folgenden Jahren lebte er als Handlungsgehilfe in Halle an der Saale. Später wurde er Angestellter bei einer Konsumgenossenschaft. Nach 1922 war er Redakteur in Essen.
In der KPD wurde Rosenbaum Polleiter in Westfalen-Süd, anschließend in Halle-Merseburg. Außerdem war er Mitglied der Politischen Kommission des KPD-Parteitages von 1925.
Von 1924 bis 1928 gehörte Rosenbaum zwei Legislaturperioden lang dem Reichstag in Berlin an. Im Mai 1924 wurde Rosenbaum als Kandidat der KPD für den Wahlkreis 18 (Westfalen-Süd) in den Reichstag gewählt. Bei den Wahlen vom Dezember 1924 wurde er als Kandidat für den Wahlkreis 11 (Merseburg) ins Parlament gewählt. Dazwischen war Rosenbaum von 1924 bis 1925 in Haft. In den folgenden Jahren arbeitete er für verschiedene kommunistische Zeitungen.
Die letzte gesicherte Information über Kurt Rosenbaum stammt aus dem Jahr 1937, in dem er in Leipzig arbeitslos gemeldet gewesen sein soll. Er gilt damit bislang als verschollen.
Internetquellen zufolge gelangte Rosenbaum zusammen mit seiner Frau Hedwig Sara Rosenbaum, geb. Steiner, über Sibirien und Nordamerika nach Bolivien, wo er am 21. Juli 1949 in Cochabamba verstorben sein soll.